# Protipapež Pashal III.
Protipapež Pashal III., rojen kot Guido da Crema (slovensko: Gvido Kremski), protipapež katoliške Cerkve; * okrog 1100 (Crema, Lucca Toskana, Sveto rimsko cesarstvo); † 20. september 1168 Rim (Papeška država, Sveto rimsko cesarstvo).

## Papež Aleksander III.in njegovi protipapeži

### Prvi protipapežViktor IV.
Po smrti Hadrijana IV. je 22 – to je večina kardinalov – ob normanski podpori izvolila 7. septembra za papeža kardinala duhovnika pri svetem Marku in papeškega kanclerja Rolanda Bandinelli-ja, ki si je privzel ime Aleksander III. 

Istega dne pa je cesarska stranka v Rimu izvolila svojega papeža, ki ga je podpiral predvsem Friderik Barbarossa. Sedem kardinalov-duhovnikov je izvolilo kardinala pri Sv. Ceciliji, Ottaviana di Monticello, z imenom Viktor IV. 

Kralj Friderik se je na vse načine trudil, da bi evropske dvore odvrnil od zakonitega papeža. Ponudil je zvezo francoskemu kralju; odločen nastop angleškega kralja Henrika II. in madžarskega kralja Géza II. je to preprečil.  
Protipapež Viktor IV. je umrl nenadne smrti 20. aprila 1164 v Lucci (Toskana, Sveto rimsko cesarstvo).
 
Sledil mu je protipapež Pashal III. Pashalu je sledil Kalist III., njemu pa Inocenc III.. Tako je postal Aleksander III. papež z najvišjim številom protipapežev.  

## Drugi protipapežPashal III.

### Rod in vzpon
Protipapež Pashal III. se je rodil v plemiški družini kot Gvido Kremski (Guido da Crema) v Cremi pri Lucci v Toskani okrog 1100. Izhajal je iz visoke lombardijske plemiške rodbine, ki je imela sorodstvene zveze s francoskimi in angleškimi kralji. 1145 je postal kardinal-diakon  pri S. Maria in Portico . 
Naslednje leto je nastopil kot papeški legat v Veroni v sporu med škofom Tebaldom in stolnim nadžupnikom; tri leta pozneje se je napotil v Nemčijo in Poljsko, kjer je posredoval v sporu med knezom Vladislavom in njegovim bratom. Januarja 1152 je skupaj z drugimi prelati predstavljal papeža Evgena v pogovorih med cesarsko in papeško stranko. Dogovor je potrdil cesar Friderik v Konstanci23. marca 1153. 1155 je bil v poslanstvu papeža Hadrijana, ki je hotelo doseči ugodne odnose s Friderikom, ki se je z vojsko bližal Rimu in je bil že v Toskani. Cesarju so predlagali, naj jim izroči heretika Arnolda Brešijskega, ki je našel zatočišče nekje v toskanskem Campagnaticu; zadeva se je uspešno končala. 
Pod Hadrijanom IV. je bil Gvido v skupini kardinalov, ki so skrbeli za poboljšanje odnosov med papežem in sicilskim kraljem Viljemom. Zastopal je mnenje, da je treba ohranjati dobre odnose s cesarjem tudi tedaj, ko je Friderik začel nasilno izvajati v Italiji politiko »cesarskih pravic«. V priznanje take povezave s cesarjem ga je papež 1158 imenoval za kardinala-duhovnika pri S. Maria in Trastevere. Novembra istega leta je dosegel v papeževem imenu sporazum s cesarjem, ki je hotel pokoriti uporni mesti Milano in Raveno. 

### Papeške volitve
Po smrti  protipapeža Viktorja IV.  20. aprila 1164 v Lucci se je ponudila ugodna prilika za spravo z zakonitim papežem, ki ji je bil tokrat naklonjen tudi Friderik. Kardinali, ki so bili tokrat navzoči v tem toskanskem mestu, so se takoj sešli in po dveh dneh izvolili za papeža Gvida, ki si je nadel ime Pashal III. 
Zgodovinar Jernej Platina   pa piše o tem dogajanju takole: 
Kakor hitro se je razširila novica o Viktorjevi smrti, je glavni kancler Rajnold Daselski pohitel v Luko, in s pomočjo drugih razkolniških kardinalov: Janeza od Sv. Silvestra in Martina, izvolil njunega kolega Guida da Crema za papeža Pashala III. dne 22. aprila 1164. Štiri dni pozneje je to papeško prevaro posvetil lieški škof. Poročilo o tem, kar je bilo tako hitro in nečastno doseženo, so takoj poslali cesarju v Pavijo. Čeprav so pravili, da je Friderik pozneje pokaral Rajnolda zaradi samovoljnega delovanja, je po samem dejanju izrazil svojo privolitev in je sprejel Pashala III. za pravega papeža. 

 Lièški nadškof ga je torej posvetil, ne da bi se sploh držal zakonite oblike in običajev. Pri posvetitvi sta bila navzoča samo dva (razkolna) kardinala, dva škofa in rimski prefekt. 

Osamljena in malo verjetna je torej trditev, da so volitvam prisostvovali mnogi škofje in redovniki iz Lombardije in Toskane, pa tudi mnogi plemeniti Rimljani. 

Kruto norčevanje, ki so ga ob njegovem ustoličevanju uganjali iz papeškega dostojanstva, je povzročilo vsesplošno razburjenje. Zato so takrat mnogi pristaši njegovega predhodnika protipapeža Viktorja IV. prestopili na stran zakonitega papeža Aleksandra III. Papež Aleksander se je na veliko veselje ljudstva novembra 1165 vrnil v Rim. 
Cesarski namestnik Rajnold Daselski je bil torej podpornik volitev protipapeűa; morda je deloval sicer brez posvetovanja s cesarjem, toda gotovo ne zoper njegova navodila. Soglasje je Friderik pokazal naslednje leto na državnem zboru v Würzburgu, kjer so najprej deželni in cerkveni stanovi zahtevali spravo z Aleksandrom. Kancler Rajnold pa je zadevo vodil v drugo smer in od vseh zahteval prisego zvestobe protipapežu z grožnjo, da bodo sicer izgubili nadarbine in službe. Mainški nadškof Konrad in salzburški nadškof Eberhard sta temu nasprotovala; zato ju je cesar odstavil, na mainški sedež pa privedel Kristjana Bucha, »mainškega antikrista«. 

### Kanonizacija Karla Velikega in cesarsko kronanje
Rajnold je hotel pomiriti javno mnenje zlasti v Nemčiji in Franciji in jih pridobiti za protipapeža s kanonizacijo Karla Velikega. Kanonizacijo je uprizoril kar sem Rajnold 8. januarja 1166;  zato se je dal najprej posvetiti v škofa, čeprav je itak užival naslov in nadarbino kölnskega nadškofa že poprej. Ad Aquisgrana – v Aachenu – so »povzdignili« in »poveličali« posmrtne ostanke prvega karolinškega cesarja. Novi kult so uvedli na zahtevo angleškega kralja, na nasvet cerkvenih in posvetnih poglavarjev in »z avtoriteto« Pashala III. Potrditev svetosti starodavnega vladarja naj bi utrdila zakonitost in delovanje njegovega naslednika kot »rimskega cesarja« v boju zoper Aleksandra III. pri obrambi »cerkvenih pravic« in javnega dobra. Karla Velikega so predstavili kot posebne vrste mučenca, ki sicer ni plačal svojega pričevanja z življenjem, ampak je bil vsak dan pripravljen umreti »za spreobrnjenje nevernikov«; oboroženi verski bojevnik naj bi bil zaščitni vzornik Frideriku.  
Cesar Friderik je silil ljudstvo v Burgundiji in Italiji na zvestobo Pashalu in v mnogih krajih odstavil cerkvene dostojanstvenike, ki so priznavali zakonitega papeža in jih zamenjal s tistimi, ki so bili na strani protipapeža. 
 
V času nemških zdrah se je večina italijanskih mest osamosvojila od cesarja, Rim pa je postal naklonjen zakonitemu papežu; zato je Friderik vdrl jeseni 1166 z vojsko v Italijo in prodrl tudi v Papeško državo. Rimljani so se sicer osem dni pogumno upirali, toda Nemci so zasedli Leonovo mesto, v trdnjavo spremenjeno Petrovo baziliko pa zažgali, da je celo v svetišču tekla kri v potokih. Papež se je najprej umaknil s pomočjo Frangipanov čez Tibero, nato pa pobegnil v Benevento. 
Julija 1167 je dobil Pashal zadoščenje, da je mogel osebno spremljati Friderika v Rim, od koder se je moral umakniti v begunstvo zakoniti papež. 
 
22. julija so Nemci odvedli Pashala v hudo poškodovano cerkev Svetega Petra in ga posadili na katedro apostolskega prvaka, kjer se je dal slovesno ustoličiti in okronati s tiaro - in tudi nekateri Rimljani so se mu poklonili. 

30. julija je Pashal III. posvetil okoli petnajst patriarhov in škofov.   

Nato je Pashal 1. avgusta 1167 ponovno z velikim slavjem kronal Friderika in njegovo ženo, Beatriko Burgundsko. 

### Cesarjev beg
Cesar je sedaj menil, da je zakonitega papeža popolnoma poteptal v prah. Temu pa ni bilo tako, kajti okoliščine mu niso bile več naklonjene, v čemer so nekateri videli Božjo sodbo. Po hudi vročini je sledilo deževje in med vojsko je izbruhnila kuga. „Kdor je hotel zajahati konja, se je zgrudil mrtev in kdor je hotel drugega pokopati, je skupaj z njim omahnil v grob,” je zapisal letopisec. Tudi Rajnolda Daselskega je 14. avgusta 1167 pokosila črna smrt v Rimu, kar je pomenilo za Friderika Barbarossa hud udarec, saj je s tem izgubil glavnega svetovalca in zaupnika. Razbitine cesarske vojske so hitele proti severu, koder so jih spotoma napadale tudi sovražne skupine; razmere so se tako zaostrile, da je celo cesar preoblečen v oproda ponoči komaj pobegnil iz obroča pri Paviji in se rešil z ostanki vojske v Nemčijo. Zmagovita Lombardijska zveza je zgradila za obrambo alpskih sotesk zoper Nemce trdnjavo, ki jo je po papežu Aleksandru III. imenovala Alessandria. 

### Konklavi
Ko je bil kardinal, je Guido da Crema prisostvoval pri naslednjih konklavah:
- 1153, ko so izvolili Anastazija IV.
- 1154, ko so izvolili Hadrijana IV.
- 1159, ko sta bila izvoljena dva kardinala: papež Aleksander III. in protipapež Viktor IV., s katerim je držal tudi Guido da Crema.

## Smrt in spomin

### Smrt v osami
Njegov sodobnik Janez Mali  v nekem pismu, ki ga je napisal tisto poletje, predstavlja Pashala III. zaprtega pri Svetem Petru in v bližini »torre di Stefano Teobaldi«. To je žalostna podoba nekdaj tako mogočnega protipapeža, ki v skrbeh pričakuje nov sklic senata 1. novembra, ki bo naklonjen zakonitemu papežu; obenem se boji izgubiti naklonjenost mesta v prid Aleksandru III. 

V takih nezavidljivih okoliščinah je protipapež Pashal III. umrl že 20. septembra 1168 v Rimu, v trdnjavi pri svetem Petru. Pokopan je v Baziliki svetega Petra. 

### Spomin
- Vse posvetitve in določbe protipapežev Viktorja IV., Pashala III. in Kalista III. je razveljavil in preklical Tretji lateranski koncil 1179 pod predsedovanjem papeža Aleksandra III.
- Kljub temu, da Cerkev ni nikoli uradno potrdila kanonizacije Karla Velikega, je niti ni preklicala ali prepovedala. Na Karlovo češčenje gledajo danes, kot da ga je Cerkev neuradno sprejela. Praznik praznujejo kot krajevni god zlasti v Franciji. Prosper Guéranger (1805-1875) - benediktinski opat in Božji služabnik -  je sestavil v novejšem času celo molitev v čast Karlu Velikemu. [9] [15]

### Malahijeva prerokba
Prerokba sv. Malahija pravi o njem: Oger iz Tuskula (latinsko De Panonia Tusciae; angleško From Tusculan Hungary). Dodana razlaga pravi: Protipapež. Oger po rodu, kardinal-škof Tuskula. (latinsko Antipapa. Hungarus natione, Episcopus Card. Tusculanus.; angleško Antipope. A Hungarian by birth, Cardinal Bishop of Tusculum). 

Pashal III. je bil torej protipapež 1164–68), po imenu Guido da Crema. 
Kot je omenjeno pri Kalistu III., se to reklo ne nanaša na Pashala III., ampak na Kalista III., ki naj bi bil Oger. Kalist je bil pravzaprav kardinal-škof Albana, ne Tuskula.